# 2018-as salakmotor-világbajnokság
A 2018-as salakmotor-világbajnokság a Speedway Grand Prix éra 24., összességében pedig a széria 73. szezonja volt. Az idény május 12-én kezdődött Lengyelországban a Stadion Narodowy helyszínén és ugyanabban az országban végződött október 6-án a Rose Motoarena stadionban.
Tai Woffinden szerezte meg a bajnoki címet, Bartosz Zmarzlikal és Fredrik Lindgrennel szemben. A címvédő Jason Doyle volt, aki a hetedik helyen zárta a bajnokságot.

## Versenyzők
A szezon során összesen 15 állandó versenyző vett részt a versenyeken. A résztvevők a következőképpen tevődtek össze:
- A 2017-es szezon első nyolc helyezettje automatikusan helyet kapott a mezőnyben.[4]
- Az idény előtt megrendezett Grand Prix Challenge három leggyorsabb versenyzője kvalifikálhatott a mezőnybe.[5]
- Az utolsó négy hely sorsáról a bajnokság promótere, a Benfield Sports International döntött, amely a tavalyi szezon eredménye alapján választott.[6]
- A mezőnyt továbbá szabadkártyás és helyettesítő résztvevők, valamint pályatartalékok egészítették ki.[7]

| #                        | Motorversenyző         | Továbbjutás        | Fordulók           |
| Állandó résztvevők       | Állandó résztvevők     | Állandó résztvevők | Állandó résztvevők |
| ------------------------ | ---------------------- | ------------------ | ------------------ |
| 23                       | Chris Holder           | kiválasztás        | összes             |
| 45                       | Greg Hancock           | kiválasztás        | összes             |
| 54                       | Martin Vaculík         | kiválasztás        | 3–10               |
| 55                       | Matej Žagar            | automatkus         | 1–7, 9–10          |
| 59                       | Przemysław Pawlicki    | kvalifikáció       | összes             |
| 66                       | Fredrik Lindgren       | automatikus        | összes             |
| 69                       | Jason Doyle            | automatikus        | összes             |
| 71                       | Maciej Janowski        | automatikus        | összes             |
| 89                       | Emil Szajfutgyinov     | automatikus        | összes             |
| 95                       | Bartosz Zmarzlik       | automatikus        | összes             |
| 108                      | Tai Woffinden          | automatikus        | összes             |
| 110                      | Nicki Pedersen         | kiválasztás        | összes             |
| 111                      | Craig Cook             | kvalifikáció       | 1–9                |
| 222                      | Artyom Laguta          | kvalifikáció       | összes             |
| 692                      | Patryk Dudek           | automatikus        | 1–8                |
| Szabadkártyás résztvevők |                        |                    |                    |
| 16                       | Krzysztof Kasprzak     |                    | 1                  |
| 16                       | Vaclav Milik           |                    | 2                  |
| 16                       | Michael Jepsen Jensen  |                    | 3                  |
| 16                       | Andreas Jonsson        |                    | 4                  |
| 16                       | Robert Lambert         |                    | 5                  |
| 16                       | Peter Ljung            |                    | 6                  |
| 16                       | Szymon Woźniak         |                    | 7                  |
| 16                       | Matic Ivačič           |                    | 8                  |
| 16                       | Kai Huckenbeck         |                    | 9                  |
| 16                       | Daniel Kaczmarek       |                    | 10                 |
| Pályatartalékok          |                        |                    |                    |
| 17                       | Maksym Drabik          |                    | 1                  |
| 17                       | Mikkel Michelsen       |                    | 3                  |
| 17                       | Daniel Bewley          |                    | 5                  |
| 17                       | Oliver Berntzon        |                    | 6                  |
| 17                       | Nick Škorja            |                    | 8                  |
| 17                       | Martin Smolinski       |                    | 9                  |
| 17                       | Igor Kopeć-Sobczyński  |                    | 10                 |
| 18                       | Bartosz Smektała       |                    | 1                  |
| 18                       | Mikkel Bech Jensen     |                    | 3                  |
| 18                       | Joel Kling             |                    | 6                  |
| 18                       | Kevin Wölbert          |                    | 9                  |
| Helyettesítő résztvevők  |                        |                    |                    |
| 88                       | Niels-Kristian Iversen |                    | 1–2, 8–10          |
| 225                      | Vaclav Milik           |                    | 10                 |

Megjegyzés:
- Csak azok a helyettesítők és pályatartalékok szerepelnek a listán, akik legalább egy versenyen részt vettek a szezon során.

## Versenynaptár és eredmények
| Forduló | Dátum          | Helyszín               | Győztes          | Második          | Harmadik           | Negyedik               | Listavezető      | Előny |
| ------- | -------------- | ---------------------- | ---------------- | ---------------- | ------------------ | ---------------------- | ---------------- | ----- |
| 1       | május 12.      | Stadion Narodowy       | Tai Woffinden    | Maciej Janowski  | Fredrik Lindgren   | Artyom Laguta          | Fredrik Lindgren | 1     |
| 2       | május 26.      | Markéta Stadium        | Fredrik Lindgren | Partyk Dudek     | Emil Szajfutgyinov | Tai Woffinden          | Fredrik Lindgren | 1     |
| 3       | június 30.     | CASA Arena             | Tai Woffinden    | Artyom Laguta    | Greg Hancock       | Jason Doyle            | Tai Woffinden    | 10    |
| 4       | július 7.      | HZ Bygg Arena          | Maciej Janowski  | Fredrik Lindgren | Bartosz Zmarzlik   | Tai Woffinden          | Tai Woffinden    | 11    |
| 5       | július 21.     | Principality Stadium   | Bartosz Zmarzlik | Tai Woffinden    | Maciej Janowski    | Greg Hancock           | Tai Woffinden    | 20    |
| 6       | augusztus 11.  | G&B Arena              | Nicki Pedersen   | Matej Zagar      | Fredrik Lindgren   | Martin Vaculík         | Tai Woffinden    | 17    |
| 7       | augusztus 25.  | Edward Jancarz Stadium | Martin Vaculík   | Bartosz Zmarzlik | Tai Woffinden      | Patryk Dudek           | Tai Woffinden    | 16    |
| 8       | szeptember 8.  | Stadion Matije Gubca   | Patryk Dudek     | Jason Doyle      | Greg Hancock       | Fredrik Lindgren       | Tai Woffinden    | 9     |
| 9       | szeptember 22. | Bergring Arena         | Tai Woffinden    | Jason Doyle      | Bartosz Zmarzlik   | Greg Hancock           | Tai Woffinden    | 10    |
| 10      | október 6.     | Rose Motoarena         | Tai Woffinden    | Artyom Laguta    | Emil Szajfutgyinov | Niels-Kristian Iversen | Tai Woffinden    | 10    |

## Végeredmény
Pontrendszer
A résztvevők a teljes forduló során szerezhetnek pontokat, így lehetséges, hogy nem az első helyezett szerzi a legtöbb pontot. A versenyzők a következőképpen szerezhetnek pontokat:
| Pozíció | 1. | 2. | 3. | 4. |
| Pont    | 3  | 2  | 1  | 0  |
| ------- | -- | -- | -- | -- |

| Pozíció | Versenyző              | POL | CZE | DEN | SWE | GBR | SCA | PL2 | SVN | GER | PL3 | Pont |
| ------- | ---------------------- | --- | --- | --- | --- | --- | --- | --- | --- | --- | --- | ---- |
|         | Tai Woffinden          | 15  | 16  | 18  | 16  | 16  | 10  | 12  | 5   | 16  | 15  | 139  |
|         | Bartosz Zmarzlik       | 9   | 4   | 10  | 13  | 19  | 14  | 18  | 12  | 15  | 15  | 129  |
|         | Fredrik Lindgren       | 16  | 16  | 7   | 15  | 7   | 13  | 2   | 13  | 9   | 11  | 109  |
| 4.      | Maciej Janowski        | 13  | 11  | 5   | 18  | 12  | 11  | 9   | 10  | 9   | 6   | 104  |
| 5.      | Greg Hancock           | 8   | 7   | 16  | 10  | 12  | 3   | 10  | 15  | 12  | 9   | 102  |
| 6.      | Artyom Laguta          | 13  | 8   | 12  | 8   | 6   | 6   | 13  | 7   | 4   | 20  | 97   |
| 7.      | Jason Doyle            | 5   | 9   | 12  | 9   | 5   | 4   | 9   | 17  | 16  | 7   | 93   |
| 8.      | Emil Szajfutgyinov     | 8   | 15  | 11  | 14  | 8   | 6   | 3   | 5   | 8   | 11  | 89   |
| 9.      | Patryk Dudek           | 10  | 14  | 6   | 6   | 10  | 10  | 12  | 16  | –   | –   | 84   |
| 10.     | Matej Žagar            | 9   | 7   | 5   | 7   | 6   | 16  | 11  | –   | 12  | 6   | 79   |
| 11.     | Nicki Pedersen         | 2   | 8   | 12  | 3   | 6   | 15  | 6   | 7   | 8   | 7   | 74   |
| 12.     | Chris Holder           | 10  | 5   | 9   | 7   | 7   | 5   | 0   | 10  | 7   | 5   | 65   |
| 13.     | Martin Vaculík         | –   | –   | 3   | 1   | 3   | 10  | 18  | 9   | 0   | 8   | 52   |
| 14.     | Niels-Kristian Iversen | 4   | 5   | –   | –   | –   | –   | –   | 5   | 12  | 10  | 36   |
| 15.     | Przemysław Pawlicki    | 3   | 5   | 5   | 1   | 10  | 3   | 3   | 2   | 3   | 1   | 36   |
| 16.     | Craig Cook             | 2   | 2   | 2   | 3   | 9   | 3   | 4   | 5   | 0   | –   | 30   |
| 17.     | Vaclav Milik           | –   | 6   | –   | –   | –   | –   | –   | –   | –   | 5   | 11   |
| 18.     | Szymon Woźniak         | –   | –   | –   | –   | –   | –   | 8   | –   | –   | –   | 8    |
| 19.     | Krzysztof Kasprzak     | 7   | –   | –   | –   | –   | –   | –   | –   | –   | –   | 7    |
| 20.     | Andreas Jonsson        | –   | –   | –   | 7   | –   | –   | –   | –   | –   | –   | 7    |
| 21.     | Peter Ljung            | –   | –   | –   | –   | –   | 5   | –   | –   | –   | –   | 5    |
| 22.     | Michael Jepsen Jensen  | –   | –   | 4   | –   | –   | –   | –   | –   | –   | –   | 4    |
| 23.     | Oliver Berntzon        | –   | –   | –   | –   | –   | 3   | –   | –   | –   | –   | 3    |
| 24.     | Kevin Wölbert          | –   | –   | –   | –   | –   | –   | –   | –   | 3   | –   | 3    |
| 25.     | Maksym Drabik          | 2   | –   | –   | –   | –   | –   | –   | –   | –   | –   | 2    |
| 26.     | Bartosz Smektała       | 2   | –   | –   | –   | –   | –   | –   | –   | –   | –   | 2    |
| 27.     | Kai Huckenbeck         | –   | –   | –   | –   | –   | –   | –   | –   | 2   | –   | 2    |
| 28.     | Daniel Kaczmarek       | –   | –   | –   | –   | –   | –   | –   | –   | –   | 2   | 2    |
| 29.     | Mikkel Michelsen       | –   | –   | 1   | –   | –   | –   | –   | –   | –   | –   | 1    |
| 30.     | Robert Lambert         | –   | –   | –   | –   | 1   | –   | –   | –   | –   | –   | 1    |
| 31.     | Joel Kling             | –   | –   | –   | –   | –   | 1   | –   | –   | –   | –   | 1    |
| 32.     | Martin Smolinski       | –   | –   | –   | –   | –   | –   | –   | –   | 1   | –   | 1    |
| 33.     | Mikkel Bech Jensen     | –   | –   | 0   | –   | –   | –   | –   | –   | –   | –   | 0    |
| 34.     | Daniel Bewley          | –   | –   | –   | –   | 0   | –   | –   | –   | –   | –   | 0    |
| 35.     | Matic Ivačič           | –   | –   | –   | –   | –   | –   | –   | 0   | –   | –   | 0    |
| 36.     | Nick Škorja            | –   | –   | –   | –   | –   | –   | –   | 0   | –   | –   | 0    |
| 37.     | Igor Kopeć-Sobczyński  | –   | –   | –   | –   | –   | –   | –   | –   | –   | 0   | 0    |
| Pozíció | Versenyző              | POL | CZE | DEN | SWE | GBR | SCA | PL2 | SVN | GER | PL3 | Pont |

| Szín      | Eredmény                 |
| --------- | ------------------------ |
| Arany     | Győztes                  |
| Ezüst     | 2. helyezett             |
| Bronz     | 3. helyezett             |
| Sötétzöld | 4. helyezett             |
| Zöld      | A középdöntőben kiesett  |
| Fehér     | A selejtezőben kiesett   |
| Piros     | Nem vett részt a futamon |